# 4. Infanterie-Brigade (Deutsches Kaiserreich)
Die 4. Infanterie-Brigade war ein Großverband der Preußischen Armee.

## Geschichte
Die 4. Infanterie-Brigade wurde am 29. April 1852 als 2. Infanterie-Brigade in Königsberg aufgestellt und war bis 1902 Teil der 1. Division, die dem I. Armee-Korps in Stettin (ab 1870, vorher Berlin) zugeordnet war. Anschließend gehörte sie zur 2. Division. 1868 wurden die Landwehr-Bezirke neu geordnet und im Zuge dieser Maßnahme der Brigade die Landwehr-Einheiten 2. Ostpreußisches Landwehr-Regiment Nr. 3 mit Landwehr-Bataillon Insterburg und Landwehr-Bataillon Gumbinnen und 6. Ostpreußisches Landwehr-Regiment Nr. 43 mit Landwehr-Bataillon Lötzen und Landwehr-Bataillon Goldap zugeteilt.

### Gliederung
- 1852 bis 1859

3. Infanterie-Regiment, 3. Landwehr-Regiment, 34. Infanterie-Regiment (2. Reserve Regiment), Landwehr-Bataillon Ortelsburg
- 1860 bis 1867

2. Ostpreuβisches Grenadier-Regiment Nr. 3, 6. Ostpreuβisches Infanterie-Regiment Nr. 43, 2. Ostpreußisches Landwehr-Regiment Nr. 3, Landwehr-Bataillon Ortelsburg Nr. 34
- 1868 bis 1881

2. Ostpreußisches Grenadier-Regiment Nr. 3, 6. Ostpreußisches Infanterie-Regiment Nr. 43, 2. Ostpreußisches Landwehr-Regiment Nr. 3, 6. Ostpreußisches Landwehr-Regiment Nr. 43
- 1881 bis 1884

2. Ostpreußisches Grenadier-Regiment Nr. 3, Ostpreuβisches Füsilier-Regiment Nr. 33, 6. Ostpreußisches Infanterie-Regiment Nr. 43, 2. Ostpreußisches Landwehr-Regiment Nr. 3, 6. Ostpreußisches Landwehr-Regiment Nr. 43
- 1884 bis 1889

2. Ostpreußisches Grenadier-Regiment Nr. 3, 6. Ostpreußisches Infanterie-Regiment Nr. 43, 8. Ostpreußisches Infanterie-Regiment Nr. 45, 2. Ostpreußisches Landwehr-Regiment Nr. 3, 6. Ostpreußisches Landwehr-Regiment Nr. 43
- 1889 bis 1890

Grenadier-Regiment König Friedrich Wilhelm I. (2. Ostpreußisches) Nr. 3, Infanterie-Regiment Herzog Karl von Mecklenburg-Strelitz (6. Ostpreußisches) Nr. 43
- 1890 bis 1899

Füsilier-Regiment „Graf Roon“ (Ostpreußisches) Nr. 33, Infanterie-Regiment Hiller von Gärtringen (4. Posensches) Nr. 59
- 1899 bis 1903

Füsilier-Regiment Graf Roon (1. Ostpreußisches) Nr. 33, Infanterie-Regiment Nr. 147
- 1903 bis 1914

Füsilier-Regiment Graf Roon (1. Ostpreußisches) Nr. 33, 8. Ostpreußisches Infanterie-Regiment Nr. 45
- Kriegsgliederung bei Mobilmachung 1914

Wie vor

### Deutscher Krieg 1866
Im Krieg Preußens gegen das Kaisertum Österreich nahm die Brigade im Verband der 1. Division an den Kampfhandlungen teil.

### Deutsch-Französischer Krieg 1870/1871
Im Deutsch-Französischen Krieg war die Brigade im Verband der 1. Division eingesetzt. 

### Erster Weltkrieg
Mit der Mobilmachung im August 1914 musste die Brigade das Brigade Ersatz Bataillon 4 aufstellen und kam im Verband der 2. Division bis zu ihrer Auflösung am 15. Mai 1915 an der Ostfront zum Einsatz. 
Zu den Kampfhandlungen, Gefechten und Schlachten siehe Kampfgeschehen der 2. Division.

### Brigadekommandeure
| Name                                    | Datum                                                  |
| --------------------------------------- | ------------------------------------------------------ |
| 2. Infanterie-Brigade                   |                                                        |
| Karl Holfelder                          | 4. Mai 1852 bis 3. April 1857                          |
| Leonhard von Koschkull                  | 4. April 1857 bis 12. Mai 1861                         |
| Heinrich Karl Bronsart von Schellendorf | 13. Mai 1861 bis 8. Januar 1864                        |
| Eduard von Dresler und Scharfenstein    | 9. Januar 1864 bis 1. November 1864                    |
| Ferdinand von Stülpnagel                | 2. November 1864 bis 9. Dezember 1864                  |
| Ludwig von Korth                        | 10. Dezember 1864 bis 17. April 1865                   |
| Albert von Barnekow                     | 18. April 1865 bis 29. Oktober 1866                    |
| Rudolf Louis von Falckenstein           | 30. Oktober 1866 bis 19. März 1871                     |
| Rudolf Walther von Monbary              | 20. März 1871 bis 14. September 1874                   |
| Louis Arthur von Briesen                | 15. September 1874 bis 19. September 1876              |
| Rudolf von Wegerer                      | 20. September 1876 bis 11. März 1881                   |
| Arthur von Gayl                         | 12. März 1881 bis 12. Januar 1883                      |
| Maximilian Fritsch                      | 13. Januar 1883 bis 13. Februar 1885                   |
| Carl von Tresckow                       | 14. Februar 1885 bis 14. Januar 1887                   |
| Theodor am Ende                         | 15. Januar 1887 bis 31. März 1890                      |
| Hugo von Saß-Jaworski                   | 1. April 1890 bis 14. Juli 1890                        |
| Friedrich Karl Theodor Köring           | 15. Juli 1890 bis 17. Juni 1892                        |
| Wilhelm von Livonius                    | 18. Juni 1892 bis 20. März 1895                        |
| Friedrich von Kamptz                    | 21. März 1895 bis 15. Februar 1899                     |
| Friedrich Schuler von Senden            | 16. Februar 1899 bis 17. April 1901                    |
| Georg Stamm                             | 18. April 1901 bis 1. April 1902                       |
| 4. Infanterie-Brigade                   |                                                        |
| Georg Stamm                             | 1. April 1902 bis 17. April 1903                       |
| Carl von Weise                          | 18. April 1903 bis 9. April 1906                       |
| Max von Wegerer                         | 10. April 1906 bis 7. Mai 1908                         |
| Albert von Stutterheim                  | 8. Mai 1908 bis 19. April 1910                         |
| Karl von und zu Gilsa                   | 20.- April 1910 bis 19. Februar 1912                   |
| Carl Franz Will                         | 20. Februar 1912 bis 21. März 1914                     |
| Curt von Walther                        | 22. März 1914 bis 10. Juli 1914                        |
| Bernhard Boeß                           | 11. Juli 1914 bis 29. Dezember 1914                    |
| Otto von Heydebreck                     | 30. Dezember 1914 bis 14. Februar 1915                 |
| Max Weicke                              | 15. Februar 1915 bis 15. Mai 1915 (Auflösung)          |
| Kurt von Sommerfeld und Falkenhayn      | 25. Januar 1919 bis 25. Februar 1919 (Demobilisierung) |
| Erich von Tschischwitz                  | 26. Februar 1919 (Demobilisierung)                     |